# Bula timpânica

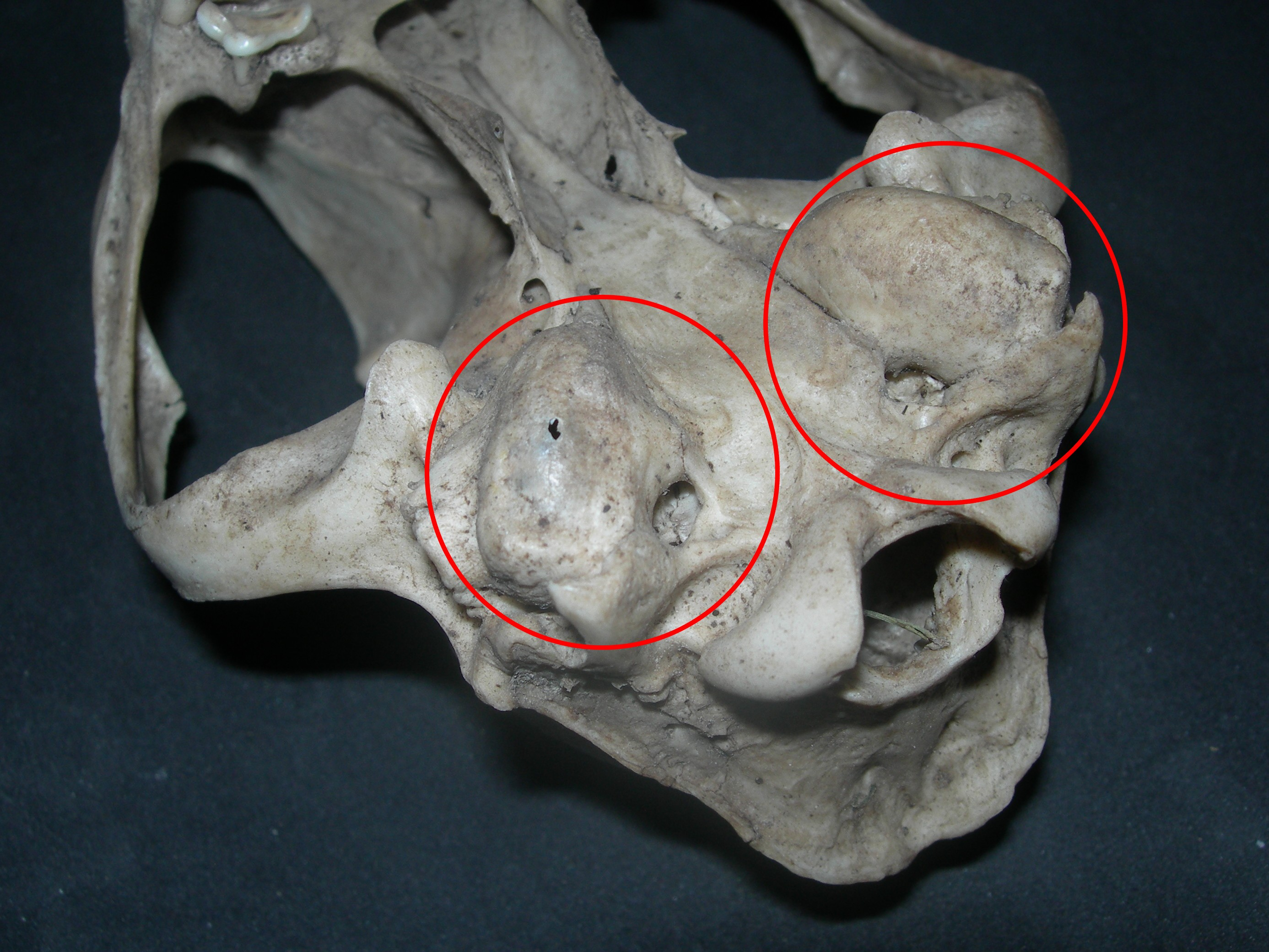
Bula timpânica no crânio de uma raposa vermelha (Vulpes vulpes).

A bula timpânica (ou bula auditiva) é uma estrutura óssea presente na superfície ventral da parte posterior do crânio dos mamíferos placentários, que integra parte do ouvido médio e do ouvido interno.

## Descrição
Na maior parte das espécies é constituída da parte timpânica do osso temporal.
Nos primatas atuais, esta estrutura está presente nos társios, lêmures e lóris.
A presença dessa estrutura no fóssil de pakicetus permitiram classificá-lo como pertencente à ordem dos cetáceos, dada à semelhança característica.